# West Bend (Wisconsin)
West Bend város az USA Wisconsin állam Washington megyéjében, melynek megyeszékhelye és legnagyobb városa. Lakossága 31 752 fő a 2020-as népszámláláskor. A Milwaukee-folyó egyik kanyarulatában fekszik, Milwaukee várostól mintegy 55 km-re északnyugatra. A város a a konyhai kisgépek és főzőedények gyártásáról ismert. A város jelenlegi területén az 1840-es években európai és amerikai bevándorlók telepedtek le, majd 1885-ben nyilvánították várossá.

## Népesség
A település népességének változása:
| Lakosok száma | 1058 | 31 078 | 31 752 |
|               | 1870 | 2010   | 2020   |